# Módulo de Perl
Un módulo de Perl es un mecanismo para usar bibliotecas de código externas a un programa Perl, permitiendo que un simple archivo contenga rutinas comunes a varios programas. Perl llama a estos archivos módulos. Los módulos Perl normalmente se instalan en varios directorios cuyos caminos son indicados cuando el intérprete perl es compilado por primera vez; en los sistemas operativos Unix, los caminos típicos incluyen /usr/lib/perl5, /usr/local/lib/perl5, y varios otros subdirectorios.
Perl viene con un pequeño conjunto de módulos principales. Algunos de estos realizan tareas de mantenimiento o arranque, como el ExtUtils::MakeMaker, que se usa para la construcción e instalación de otros módulos; otros, como el CGI.pm, son de uso más mundano. Sin embargo, los autores de Perl no esperan que este grupo limitado de módulos cubra todas las necesidades.